# Часовня в честь спасения Александра III (Киев)
Часо́вня в честь спасе́ния Алекса́ндра III — культовое сооружение работы архитектора В. Н. Николаева в Киеве, построенное в 1891 году и уничтоженное большевиками в 1926 году. Часовня находилась на месте современного памятника Ивану Котляревскому на Лукьяновке.
17 (29) октября 1888 года произошло крушение императорского поезда под железнодорожной станцией Борки. Сам император Александр III и члены его семьи не пострадали. Их спасение многие посчитали чудом. В честь этого события в 1891 году в Киеве в районе Лукьяновка, на небольшой площади на углу улицы Большой Дорогожицкой и безымянного проезда была построена часовня в русском стиле по проекту киевского архитектора Владимира Николаева. Вокруг часовни был разбит сквер. Каменная часовня представляла собой типичный памятник-склеп и походила на склепы богатых киевлян на городских кладбищах того времени. Дата крушения 17 октября по старому стилю — день поминания святого пророка Осии, поэтому прилегающий к скверу с часовней проезд и его продолжение — Мало-Дорогожицкую улицу переименовали в Осиевскую улицу (ныне улица Герцена).
Часовня была разрушена в 1926 году. Ныне на её месте находится памятник писателю Ивану Котляревскому в одноимённом сквере.